# August Meitzen
August Meitzen, född 16 december 1822 i Breslau, Kungadömet Preussen, död 19 januari 1910 i Berlin, var en tysk statistiker och nationalekonom.
Meitzen var 1867-82 betrodd med högre värv vid de statistiska ämbetsverken och var 1875-92 e.o. professor vid Berlins universitet, där han sistnämnda år utnämndes till hedersprofessor. Han var god kännare av bland annat Sveriges statistik och kartografi samt av Västgötalagen. Bland hans många arbeten kan nämnas Wanderungen, Anbau und Agrarrecht der Völker Europas nördlich der Alpen (tre band, 1895-96).